# Clube Atlético Paulista
O Clube Atlético Paulista foi um time de futebol da cidade de São Paulo surgiu em 1933, com a fusão de SC Internacional – fundado em 1899 – e Antarctica FC, fundado pela companhia de bebidas de mesmo nome.
O Atlético Paulista jogou três temporadas na primeira divisão estadual, sempre com resultados medianos. Antes do início da temporada de 1937, o CA fundiu-se com o Clube Atlético Estudantes de São Paulo para formar Clube Atlético Estudantes Paulista. 
Este clube tornou-se parte, em 1938, do São Paulo FC.